# وکیل‌آباد (اردبیل)
وکیل‌آباد سردابه یدی بلوک شهری است که در استان اردبیل، شهرستان اردبیل، بخش مرکزی، دهستان سردابه قرار دارد.
فاصله آن از مرکز اردبیل ۲۸ کیلومتر می‌باشد.
به این ترتیب روستاها تا شهر وکیل آباد سردابه یدی بلوک:
اردبیل و گلمغان/حمل آباد/ایمچه/ شهر خشکه رود/جمادی/قره تپه/وکیل آباد سردابه یدی بلوک!
- این شهر در مسیر جاده نگین کمربندی گردشگری سبلان اردبیل و در نزدیک  شهر های سرعین مشکین شهر اردبیل قرار گرفته است.
- آبگرم های این شهر شامل آبگرم سنتی سردابه و یدی بلوک و قیه سویی می باشند.
- آبشار سردابه واقع در شهر وکیل سردابه یدی بلوک می باشد
- نام‌های‌دیگر شهر وکیل آباد سردابه یدی بلوک :(کندوان ، سردابه ، چالیدره ، شاندیز ، گوی تپه ، ده آباد میبد ، میبدیه ، سروان ، تروان ، شروان ، سالیان ، لنکران ، کلخوران سبلان ،)

## جمعیّت
بر اساس سرشماری سال ۱۳۸۵ جمعیّت این شهر ۸۸۸ نفر با ۱۸۰ خانوار بوده‌است.
در سال ۱۳۹۰ نیز جمعیّت این شهر ۱۱۲۰ نفر با ۲۱۰ خانوار بوده‌است. و در سال ۱۴۰۲ نیز جمعیت این شهر ۹۹۹۹ نفر بوده‌است.